# 2/V Batalion Wartowniczy
2/V Batalion Wartowniczy – oddział Wojska Polskiego pełniący służbę ochronną na granicy II Rzeczypospolitej.

## Formowanie i zmiany organizacyjne
2/V batalion wartowniczy sformowano w 1919. Funkcjonował w strukturze Okręgu Generalnego Kraków. W skład batalionu wchodziło dowództwo oraz 4 kompanie po 3 plutony. W dowództwie, oprócz dowódcy batalionu, służyli oficerowie: sztabowy, adiutant, prowiantowy i kasowy; podoficerowie: mundurowy, prowiantowy, rusznikowy, sanitarny oraz 6 ordynansów.
Na podstawie rozkazu Ministra Spraw Wojskowych nr 3046/Org z dnia 24 marca 1921, na bazie 2/V batalionu wartowniczego powstał 7 batalion celny.

## Dowódcy batalionu
- kpt. piech. Eugeniusz Witwicki (od 22 V 1920[5])
- ppłk piech. Paweł Koroński (VI 1920[6])
- ppłk piech. Ludwik Zawada[7]
- mjr piech. Marcin Bagiński (1921[8] → dowódca 7 Baonu Celnego)

### Dowódcy kompanii
- kompania Jaglicowa - ppor Józef Kowalski[9]